# 버라이어티 쇼
버라이어티(variety show, variety arts, variety entertainment, 문화어: 노래춤묶음)는 영어 단어의 의미 그대로 어느 하나의 형식에 연연하지 않는, 다채로운 포맷과 내용을 담은 쇼이자 예능 · 오락이며, 현대에는 텔레비전 프로그램으로 더 많이 인식되고 있는 한 장르이다.

## 역사

### 영국과 미국의 버라이어티 쇼
버라이어티 쇼의 형식은 영국이나 미국의 볼드빌(vauldeville)의 뮤직홀에 근간을 두고 있다. 영국의 다양성은 극장과 Music Hall에, 그리고 나중에 노동자 클럽(Working men's club)으로 발전해갔다. 대부분의 영국의 텔레비전과 라디오의 톱배우들은 극장의 버라이어티에서, 심지어 2차 세계 대전 중에는 ENSA(Entertainmets National Service Association)에서 견습하였다. 영국에서는 군주 앞에서 매년 런던 팰러디엄 시어터(London Palladium theatre)에서 열리는 로열 커맨드 퍼포먼스(Royal Command Performance)를 하는 것을 수십 년 간 예술가의 최고의 영광으로 여겨져 왔다.
미국에서 마크스 형제나 조지 번스와 그레이시 앨런, W.C. Fiels, 그리고 잭 베니와 같은 초기의 볼드빌 출연자들은 버라이어티 쇼를 포함하여서 음성 영화로부터 라디오를 거쳐 텔레비전으로 옮겨 왔다. 1960년대에는 심지어 인기 록밴드 비틀스가 TV의 버라이어티 쇼에 출연함으로써 그러한 새로운 관습을 만들기 시작했다.미국에서는, 밀턴 벌, 재키 글리슨, 밥 호프, 딘 마틴이 TV의 성공적인 황금기를 만드는 데 기여했다. 1948년부터 1971년까지 《에드 설리번 쇼》는 CBS의 가장 인기 있는 시리즈였다. 그 조금도 넌센스가 없는 접근을 통해서 에드 설리번은 모든 알려진 연기들을 모든 알려진 수단을 동원하여 “15분 만의 인기”가 가능하게 했다. 설리번은 또한, 엘비스 프레슬리와 비틀스를 미국에서 유명하게 만드는 데에 부분적으로 기여했다. 비슷한 시기에 영국에서 1953년~ 1983년까지 공연 되었던 현대의 예술가들을 빅토리아 식의 의상으로 입은 채 공연하도록 하고 《더 굿 올드 데이즈(The Good Old Days)》는 관객들 역시 그 비슷한 의상을 입도록 유도함으로써 두드러진 특색을 보여 주었다.
텔레비전에서는 버라이어티가 1960년대에서 1970년대 사이에 절정기를 이루었다. 텔레비전의 채널을 돌리면서, 전 세계의 시청자들은 앤디 윌리엄스, 줄리 앤드루스, 카펜터스, 올리비아 뉴턴존, 린다 카터, 조니 캐시, 소니 앤 셰어, 밥 멍크하우스, 캐럴 버넷, 로드 헐, 에뮤, 플립 윌슨, 다이나 쇼어, 로런스 웰크, 글렌 캠벨, 도니 앤 마리, 바버라 맨드렐, 주디 갈런드, 캡틴 앤 테닐, 잭슨스, 보비 대린, 새미 데이비스 주니어, 메리 타일러 무어, 토니 올랜도와 돈, 스머더스 형제, 딕 밴다이크, 벅 앤 로이나 머펫 쇼 같은 쇼가 방영되는 것을 볼 수 있었다. 한때 버라이어티 쇼는 서부극, 법정 드라마, 서스펜스 스릴러, 시트콤, 현대의 리얼리티 쇼만큼이나 보편화되었었고 널리 향유되었었다. 1960년대와 1970년대에는, 다른 일반 텔레비전 정규 시리즈에는 출연한적 없는 셜리 매클레인, 프랭크 시나트라, 미치 게이너 같은 스타를 출연시키는 일회성 버라이어티 특집 프로그램 또한 다수 있었다. 전통적인 버라이어티 쇼 형식의 방송망의 마지막 시도는 ABC 방송에서 1987년-88년 시즌에 방영되었던 《돌리(Dolly)》였다. 버라이어티 쇼는 빠르게 변하는 대중들의 취향과 MTV와 같은 방송의 출연으로 인해 구시대의 형식으로 여겨지게 되었다.
현대적인 버전의 버라이어티 쇼는 1975년 데뷔하여 지금까지 방영되고 있는 NBC 방송의 《새터데이 나이트 라이브》이다. 주로 코미디 요소에 중점을 두는 이 프로그램은 코미디와 음악 공연의 결합이기도 한데, 이전의 버라이어티 쇼가 음악에 중점을 두었던 것과 차이가 있다. 2004년의 ABC 방송의 《닉 앤 제시카 버라이어티 아워(The Nick and Jessica Variety Hour)》는 프라임타임 버라이어티 시간대를 오늘날 세대의 스페셜로 부활시키려 시도하였다. 첫 번째 쇼는 인기 선점에 성공하였고, 같은 해 12월에 《Nick & Jessica's Family Christmas》를 통해 계속 이어졌다. 18세 이하의 어린 사람들에 의해서 전 세계 곳곳에서 공연되는 《스카우팅 갱 쇼(Scouting Gang Show)》는 70년이 넘게 지속되고 있는 버라이어티 형식으로써 모범적인 예시가 되어 준다.

### 그 외의 버라이어티 쇼
버라이어티 쇼의 형식은 예전부터 오스트레일리아 TV에서 인기 있는 프로그램으로 자리 잡아 왔는데, 《멜버른 투나잇(Melbourne Tonight)》, 《그레이엄 케네디 쇼》, 《돈 레인 쇼》, 27년간 방영된 《헤이 헤이 잇츠 새터데이(Hey Hey It's Saturday)》 등의 시리즈를 통해 활성화되었다. 최근 황금 시간대를 차지하고 있는 버라이어티 쇼는 잠깐 방영되었던 《투나잇(Tonight)》, 《더 사이드쇼(The Sideshow)》이다. 1962년부터 스페인 언어권의 버라이어티 쇼 《사바도 기간테(Sábado Gigante)》는 돈 프란시스코가 진행하였다. 유니비전 방송을 통해서 토요일 저녁에 방영되고 있다. 성공적이었던 중국 최초의 버라이어티 쇼는 1967년부터 27년간 방영된 홍콩의 《유어셀프 투나잇(Yourself Tonight)》였다.
오늘날 아시아의 또 하나의 인기 있는 버라이어티 쇼는 대만의 《빅브라더(Big Brother)》이다. 대만인에 의한 버라이어티쇼는 비록 촬영장에 관객이 있기는 하지만, 인공적 웃음소리의 지속적인 사용으로 인해서 평판이 좋지 않다. 한편, 《수퍼 선데이(Super Sunday)》는 빠른 진행 스타일과 유행어의 창출로 인해서 지속적으로 방영되는 인기를 얻고 있다.
필리핀에서는 가장 오래 방영된 버라이어티 쇼는 《잇 벌라가(Eat Bulaga)》이며 오늘날도 GMA 방송망을 통해서 방영되고 있다. 이 쇼는 1979년에 RPN 방송의 9번 채널에서 처음 방영되었다.

## 같이 보기
- 리얼 버라이어티
- 관찰 버라이어티
- 연예 정보 프로그램